# Luc Malghem
Luc Malghem est un écrivain et dramaturge belge né à Bruxelles en 1971.

## Biographie
Journaliste et scénariste de formation, Luc Malghem s’exerce à différents genres littéraires : radio, théâtre, roman, nouvelle, journalisme, pamphlet… Passionné de médias et d’Internet, il traite le plus souvent des faits de société et de leurs conséquences. 
Pour l'auteur de théâtre québécois Sébastien Harrisson, son écriture vise "à sonder les rouages de l'oppression et de l'aliénation, tout en offrant un matériau théâtral plein de potentiel, hautement politique et subversif.".
Il publie en 1999 le roman Journal du chômeur avec Pierre Lorquet.
Avec Pierre Lorquet et Sabine Ringelheim, il a fondé le Collectif 1chat1chat, qui défend une écriture du montage où les frontières entre réalité et fiction sont constamment brouillées.
Avec ce collectif, il coréalise le film En marche - Histoire de l'homme-machine, « sorti en avril 2022, le film oscille entre fiction et documentaire ».

## Théâtre
- Bienvenue sur la terre, in La Scène aux ados 1, éditions Lansman, 2004.
- Céline contre tous, éditions Lansman, 2004.
- Mièvre Miel et Sirop tiède, 2005.
- L'Élevage du poussin en temps de guerre, 2006.
- Alain l'Africain, monologue d'après la fiction radiophonique éponyme, avec Pierre Lorquet et Sabine Ringelheim, 2006.
- Fable citadine, 2008.
- Milgram avait raison, in La Scène aux ados 6, éditions Lansman, 2009.
- Le féminisme expliqué aux parents (et à l'auteur de la pièce), in La Scène aux ados 14[5], éditions Lansman, 2017.
- L'Odyssée, suite et fin, in La Scène aux ados 15, éditions Lansman, 2019.

## Créations radiophoniques
- Trois journées dans la vie des Belges, avec Pierre Lorquet et Sabine Ringelheim, RTBF, 2003
- Alain l'Africain, avec Pierre Lorquet et Sabine Ringelheim, RTBF, 2005 (prix de la création radiophonique SACD Belgique 2005).
- Noce de Chiens, avec Pierre Lorquet et Sabine Ringelheim, RTBF, 2007 (prix de la réalisation, festival "les Radiophonies", 2007).
- Histoire de la femme creuse, avec Pierre Lorquet et Sabine Ringelheim, RTBF/FACR, 2009.
- Dans la tour, avec Pierre Lorquet et Sabine Ringelheim, RTBF, 2014.
- Une chanteuse française, avec Anne Sylvestre, 1chat1chat, 2015 (in Anne Sylvestre, l'intégrale, EPM, 2017)
- Requiem pour un bon élève, Pierre Lorquet et Sabine Ringelheim, RTBF/FACR, 2018 (grand prix de l'écriture radiophonique SDGL 2019 - Société des Gens de Lettres).

## Romans
- Journal du chômeur[2], roman, avec Pierre Lorquet, éditions Quorum, 1999.
- Hôtel des Somnambules, roman, avec Pierre Lorquet, éditions Luc Pire, 2003.

## Cinéma
- En Marche - Histoire de l'homme-machine[6],[4], fiction, 80", avec Alain Eloy, Pierre Lorquet, Sabine Ringelheim et Pierre Schonbrodt, Eklektik Productions avec Zorobabel, le GSARA et le Centre Librex, 2021 (41e festival de l’Acharnière - Lille – Prix de l’innovation)